# Tomocerus christianseni
Tomocerus christianseni is een springstaartensoort uit de familie van de Tomoceridae. De wetenschappelijke naam van de soort is voor het eerst geldig gepubliceerd in 1969 door Stomp.